# Sperlonga
Sperlonga – miejscowość i gmina we Włoszech, w południowym Lacjum, w prowincji Latina. Miasto położone na wybrzeżu Morza Tyrreńskiego na trasie Terracina – Gaeta. Według danych na rok 2004 gminę zamieszkiwało 3091 osób, gęstość zaludnienia wynosi 171,7 os./km².
W 1957 r. podczas budowy drogi odkryto grotę będącą częścią willi Tyberiusza. W jej wnętrzu znaleziono kilka tysięcy fragmentów rzeźb (obecnie wystawione w Państwowym Muzeum Archeologicznym). Grotę wspominają Tacyt (Annales IV, 59) oraz Swetoniusz (De vita Caesarum, 39).
Sperlonga jest również znanym regionem wspinaczkowym, w skład którego wchodzą: Grotta dell'Areonauta, Aprodo dei Proci, Moneta, Pueblo, Sperlonga, Gaeta.